# Биргит
Биргит (англ. birgit, bergit, berguid, birgid) — язык восточночадской ветви чадской семьи, распространённый в восточной части Чада в департаментах Абудейя (Aboudéïa) и Барх-Азум (Barh-Azoum) — регион Саламат, а также в департаменте Джуруф-эль-Ахмар — регион Сила. Центральная территория распространения языка биргит — субпрефектура Абгу (Abgué) департамента Абудейя. С северо-запада к ареалу языка биргит примыкает ареал близкородственного восточночадского языка муби, с северо-востока — ареал мабанского языка каранга и восточночадского языка каджаксе. С востока и юго-востока область распространения языка биргит граничит с ареалом мабанского языка кибет, с юга и запада — с ареалом чадских диалектов арабского языка, с юго-запада — с ареалом восточночадского языка джонкор бурматагуил.
Численность говорящих — около 10 400 человек (2000). Согласно данным сайта Joshua Project, численность этнической группы биргит составляет 18 000 человек. Подавляющее большинство носителей биргит — мусульмане.
Язык биргит относится к группе языков муби в классификации афразийских языков британского лингвиста Роджера Бленча и в классификации, опубликованной в работе С. А. Бурлак и С. А. Старостина «Сравнительно-историческое языкознание». В ряде классификаций биргит относят к группе языков дангла. Наиболее близок языкам джегу, масмадже, муби, торам, каджаксе и зиренкель.

В классификации, представленной в справочнике языков мира Ethnologue, биргит включён вместе с языками масмадже, каджаксе, муби, торам и зиренкель в состав подгруппы B1.2 группы B восточночадской языковой ветви. Иногда рассматривается как диалект языка муби или диалект, образующий вместе с муби, масмадже и торам диалектный пучок.
Среди диалектов биргит отмечаются диалекты абгу, аграб, дугури и восточный биргит. Устойчиво сохраняется диалект абгу, и, вероятно, дугури в силу его географической изоляции, численность носителей диалектов аграб и восточный биргит сокращается.